# Бруханя вас
Бруханя вас (на словенски: Bruhanja vas) е село в Словения, регион Средна Словения, община Добреполе. Според Националната статистическа служба на Република Словения през 2015 г. селото има 123 жители.